# Clervie Ngounoue
Clervie Ngounoue (Washington D. C., 19 de junio de 2006) es una tenista estadounidense.

## Carrera
Ngounoue debutó en Grand Slam en el US Open 2022, formando pareja junto a Reese Brantmeier. En primera ronda vencieron a Alison Van Uytvanck y Rosalie van der Hoek, pero perdieron en la siguiente ronda contra Nicole Melichar y Ellen Pérez. En 2023 participó en el US Open, pero perdió en primera ronda contra Daria Gavrilova. En 2025 tuvo su primera participación en WTA 1000, en Indian Wells. Su debut en el torneo fue frente a la ex número uno del mundo, Victoria Azarenka y perdió por 6-4, 7-6.